# محمد أمين طيب
محمد أمين طيب (مواليد 28 سبتمبر 1985) لاعب جودو جزائري. تنافس في دورة الألعاب الأولمبية الصيفية 2016 في الجودو في الألعاب الأولمبية الصيفية  2016  رجال +كجم100 [الإنجليزية]، لكنه أقصي من الدور ثمن النهائي عقب انهزامه أمام الفرنسي تدي رانار.

## المسيرة الرياضية
في مارس 2005، توج محمد امين طيب (أكثر من 100كلغ) بالميدالية الذهبية دورة أفريقيا المفتوحة بالدار البيضاء المغربية.
في مايو 2016، أحرز المصارع على ميدالية برونزية بعد فوزه على المصري إسلام الشهابي في الجائزة الكبرى لعام 2016 بألماتي والتي جرت من 13 إلى 15 مايو بكازاخستان، وذلك في فئة وزن أكثر من 100 كلغ.
تأهل إلى ثمن النهائي بعد فوزه على منافسه المنغولي تيمولان باتولغا في وزن أكثر من 100 كغ، لكنه أقصي من الدور ثمن النهائي عقب انهزامه أمام الفرنسي تيدي رينر. الذي بحوزته ميداليتين أولمبيتين (ذهبية في الألعاب الأولمبية الصيفية 2012 بلندن وبرونزية في الألعاب الأولمبية الصيفية 2008 ببكين)، بالإضافة أنه توج بطلا لأوروبا في صنفه 5 مرات.

## روابط خارجية
- محمد أمين طيب على موقع الفيدرالية الدولية للجودو (الإنجليزية)
- محمد أمين طيب على موقع JudoInside.com (الإنجليزية)
- محمد أمين طيب على موقع AllJudo.net (الفرنسية)
- محمد أمين طيب على موقع اللجنة الأولمبية الدولية (الإنجليزية)
- محمد أمين طيب على موقع أوليمبيديا (الإنجليزية)